# Walt Anderson

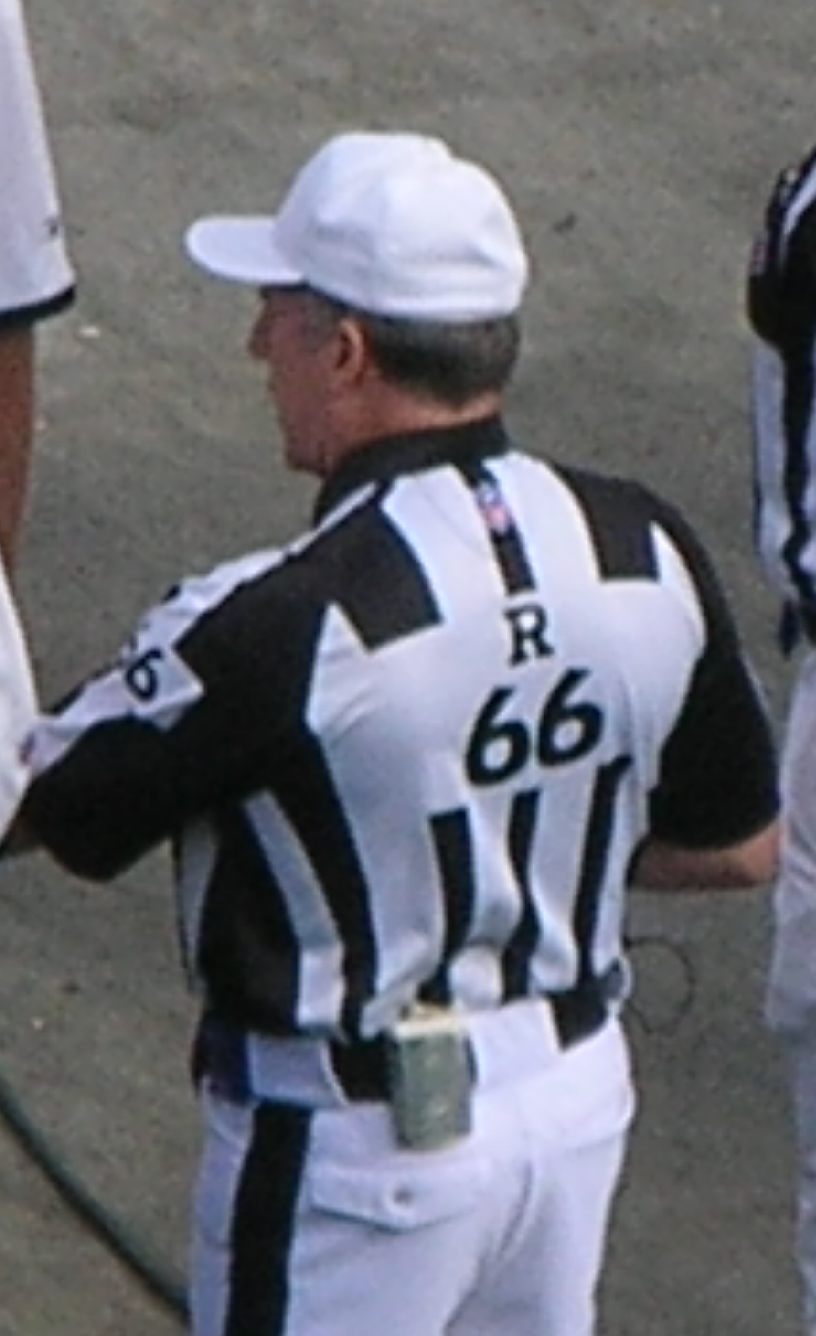
Walt Anderson (2008)

Walt Anderson (* 1952 in DeFuniak Springs, Florida) ist ein US-amerikanischer Zahnarzt und ehemaliger Schiedsrichter im American Football, der von der Saison 1996 bis 2019 in der NFL tätig war. Er war Schiedsrichter des Super Bowls XLV und trug die Uniform mit der Nummer 66.

## Persönliches
Walt Anderson wurde 1952 in DeFuniak Springs geboren. Er wuchs in Channelview auf wo sein Vater ein High-School-Football-Trainer war. In der Mannschaft seines Vaters spielte er als Quarterback. Seinen Bachelor erhielt er 1974 an der Sam Houston State University. Während seiner Zeit an der Sam Houston wurde er als Quarterback zweimal All-American. 1978 promovierte er an der University of Texas at Austin. Er war daraufhin als Zahnarzt tätig. Als er 2003 zum Hauptschiedsrichter in der NFL berufen wurde, schloss er seine Praxis in Sugar Land um sich ganz der NFL widmen zu können. Am 26. April 2006 wurde er zum Schiedsrichter-Koordinator der Big 12 Conference ernannt.
Er ist verheiratet mit Afshan. Mit ihr gemeinsam hat er ein Kind. Beide haben aus früheren Ehen jeweils 2 Kinder. Sie leben in Sugar Land.

## Karriere als Schiedsrichter
Nach seiner aktiven Karriere entschloss er sich, weiter dem Football treu zu bleiben. Er entschied sich, die Schiedsrichter Laufbahn einzuschlagen. Er leitete unter anderem Spiele der Junior High und der High School sowie einige Spiele von Universitätsmannschaften.

### College Football
Vor dem Einstieg in die NFL arbeitete er als Schiedsrichter im College Football in der Lone Star Conference, der Southland Conference und der Southwest Athletic Conference.

### National Football League

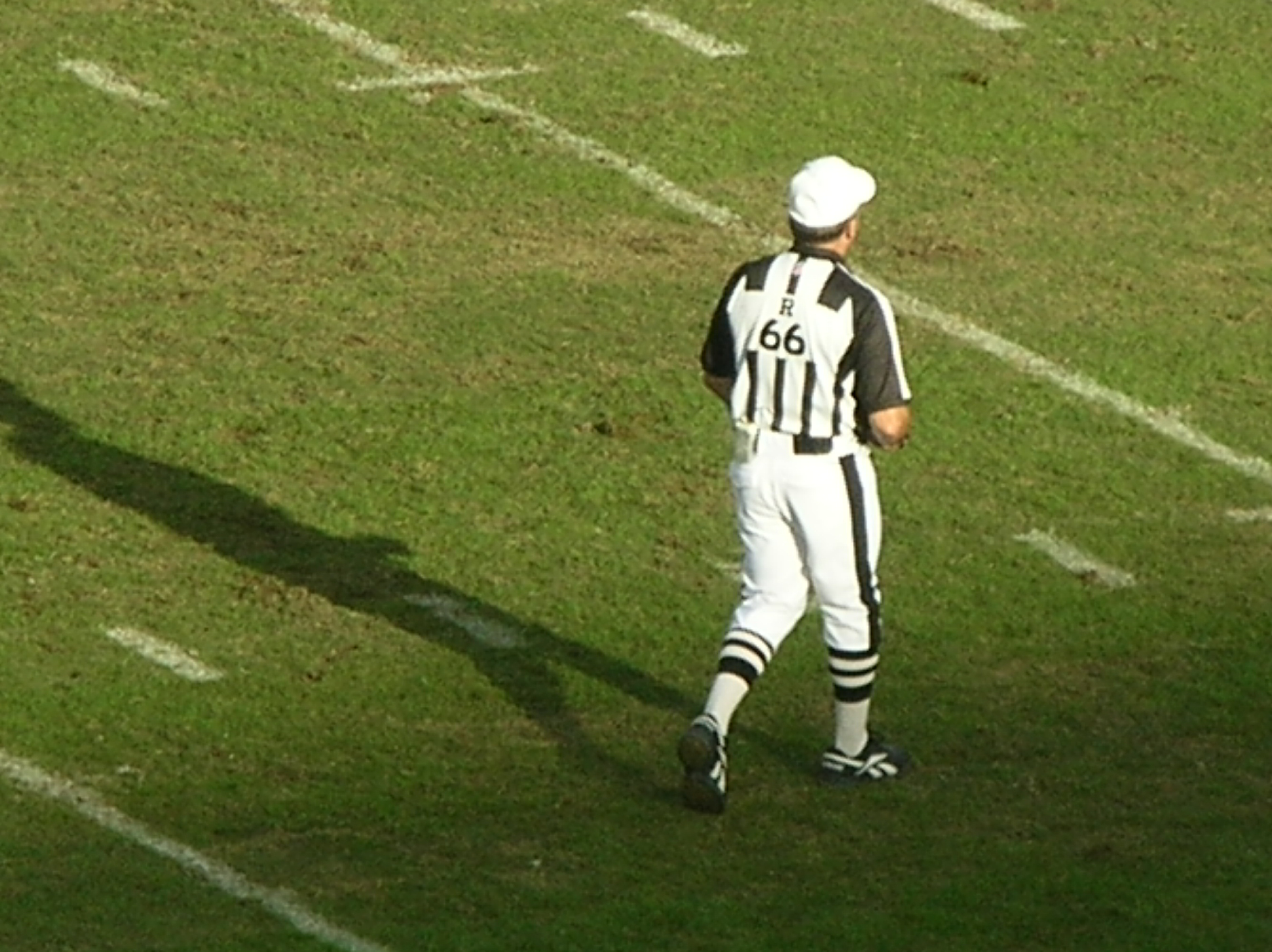
halt Anderson beim Spiel der Oakland Raiders gegen die Atlanta Falcons am 2. November 2008

Anderson begann im Jahr 1996 seine NFL-Laufbahn als Line Judge. Nachdem die Schiedsrichter Dick Hantak und Bob McElwee ihren Rücktritt bekannt gegeben hatten, wurde er zur NFL-Saison 2003 zum Hauptschiedsrichter ernannt.
Er war insgesamt bei zwei Super Bowls als Offizieller im Einsatz: Beim Super Bowl XXXV im Jahr 2001 war er Line Judge der Crew unter der Leitung von Hauptschiedsrichter Gerald Austin, den Super Bowl XLV leitete er als Hauptschiedsrichter. Zudem leitete er die Pro Bowls 2012 und 2018.
Zum Ende der Saison 2019 trat er als Schiedsrichter zurück. Als sein Nachfolger wurde Land Clark ernannt.